# Généalogie Magazine
 (février 2018).
Généalogie Magazine, anciennement Gé Magazine est une revue mensuelle traitant de la pratique de la généalogie.

## Historique
Fondée en novembre 1982 par Jean-Louis Beaucarnot, parmi ses premiers rédacteurs, on trouve Arnaud Chaffanjon, Joseph Valynseele, Pierre Durye, Marianne Mulon, Pierre-Valéry Archassal. Depuis 1984 elle est éditée par les éditions Christian, à Paris et coéditée depuis 2023 avec la Librairie de la Voûte. Depuis le N° 408 de  septembre-décembre 2024 elle est éditée par la Librairie de la Voûte.
Une nouvelle formule est lancée en mai 2009.
En novembre 2022 la revue a fêté son 40e anniversaire et 400e numéro et fêtera en 2027 son 450e numéro et son 45e anniversaire.
Elle compte parmi ses rédacteurs des généalogistes dont Philippe de Montjouvent, David Chanteranne, Emmanuelle Papot, Jérôme Malhache, Stéphane Cosson, Gilles Henry, Myriam Provence, Jean-Christophe Parisot de Bayard, Violaine Vanoyeke, Daniel Manach et Luc Antonini, ainsi que des historiens, des scientifiques et des archivistes.
Parmi les articles récurrents, on peut y trouver :
- Les actualités des associations
- Des articles sur la vie de nos ancêtres
- Des pages d'entraide
- Sagas familiales
- Nous sommes tous cousins
- Des ascendances de personnalités (actuelles ou historiques)[6]
- Des cours de paléographie
- Héraldique

## Directeurs de publication
Le premier Directeur de publication est René-Antoine de Crozant puis suivent Francis Christian en mai 1984, Gilles Prévost depuis novembre 2023.

## Rédacteurs en chef
Le premier rédacteur en chef est Jean-Louis Beaucarnot puis suivent Francis Christian en février 1988, Guillaume de Morant en décembre 2007, David Chanteranne en mai 2008, Gilles Prévost depuis juin 2014.

## Publications
- Luc Antonini et Généalogie Magazine, Les politiques de A à Z Volume I 100 généalogies et portraits familiaux éditions Christian,  (ISBN 978-2-86496-209-0)
- Luc Antonini, Gilles Prévost, Mathieu Delaunay et Généalogie Magazine, Les politiques de A à Z Volume II 100 généalogies et portraits familiaux, éditions Christian